# Notbestimmungen der Österreichischen Bundesverfassung
Das österreichische Bundes-Verfassungsgesetz (B-VG) regelt in mehreren Bestimmungen Änderungen der ordentlichen verfassungsmäßigen Mechanismen auf Bundes- und Landesebene sowie den Einsatz des Bundesheeres für Zeiten außerordentlicher Umstände.

## Einsatz des Bundesheeres

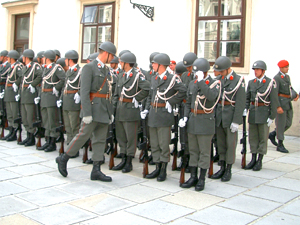
Bundesheer (Gardekompanie)

Ein Einsatz des Österreichischen Bundesheeres ist vorgesehen
- zur militärischen Landesverteidigung
- zum Schutz der verfassungsmäßigen Einrichtungen und ihrer Handlungsfähigkeit sowie der demokratischen Freiheiten der Einwohner und
- zur Aufrechterhaltung der Ordnung und Sicherheit im Inneren überhaupt.

Das Bundesheer ist also in Zeiten außerordentlicher Umstände die primär heranzuziehende bewaffnete Macht zum Schutz von z. B. Bundespräsident, Bundeskanzler, Bundesregierung, Parlament oder Landtagen und zur Erfüllung von Angelegenheiten der inneren Sicherheit überhaupt. Es kann diese Aufgaben mit ca. 35.000 Mann des Präsenzstandes sowie ca. 75.000 Mann des Milizstandes wahrnehmen. Sogenannte Präsenzkräfte in der Stärke von ca. 10.000 Mann stehen jederzeit zum sofortigen Einsatz zur Verfügung. Für Sonderaufträge steht das dem Kommando Spezialeinsatzkräfte untergeordnete Jagdkommando bereit.
Der Übergang von der Friedens- in die Einsatzorganisation erfolgt durch die Mobilmachung. Alle für den Einsatz aufzubietenden Soldaten leisten dann Einsatzpräsenzdienst. Über die herangezogenen Milizsoldaten und Reservisten zum Einsatzpräsenzdienst verfügt bis zu einer Gesamtzahl von 5.000 Mann (innerhalb der ihm von der Bundesregierung erteilten Ermächtigung) der Bundesminister für Landesverteidigung, darüber hinaus der Bundespräsident.

## Notverordnungsrecht des Bundespräsidenten

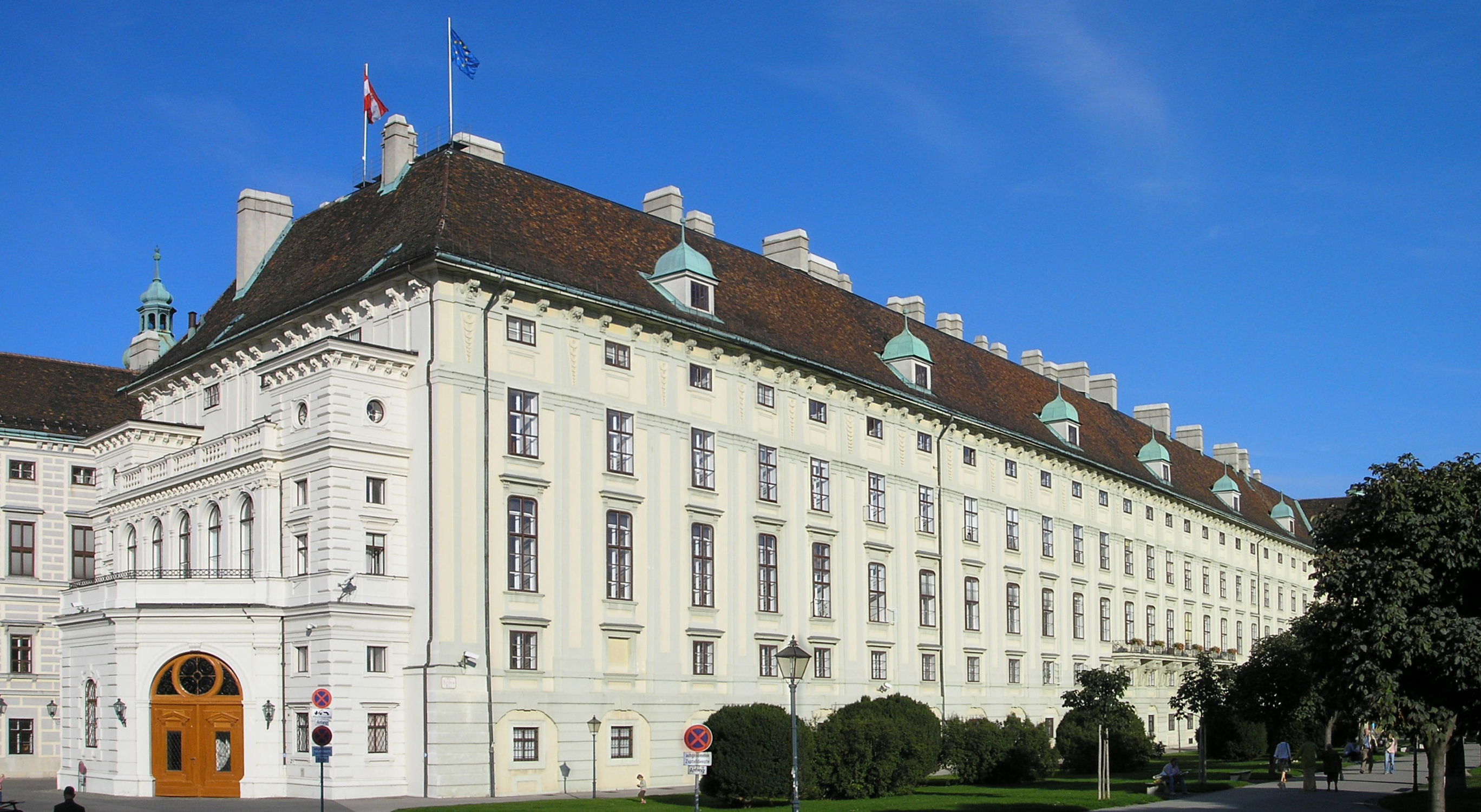
Amtsräume des Bundespräsidenten

Der Bundespräsident kann nach Art. 18 Abs. 3 B-VG bei außergewöhnlichen Verhältnissen
- auf Vorschlag der Bundesregierung gesetzändernde Verordnungen treffen sowie
- auf Antrag der Bundesregierung den Sitz der Bundeshauptstadt, von obersten Organen und des Sitz des Nationalrates verlegen.

Wenn die sofortige Erlassung von Maßnahmen, die einer Beschlussfassung des Nationalrates  bedürfen, zur Abwehr eines offenkundigen, nicht wieder gutzumachenden Schadens für die Allgemeinheit zu einer Zeit notwendig wird, in der der Nationalrat nicht versammelt ist und dieser auch nicht rechtzeitig zusammentreten kann, kann der Bundespräsident auf Vorschlag der Bundesregierung diese Maßnahmen durch vorläufige gesetzändernde Verordnungen treffen. Die Bundesregierung hat ihren
Vorschlag im Einvernehmen mit dem vom Hauptausschuss des Nationalrates einzusetzenden ständigen Unterausschuss zu erstatten. Eine solche Verordnung bedarf der Gegenzeichnung der
Bundesregierung.
Jede auf diese Art erlassene Verordnung ist von der Bundesregierung unverzüglich dem Nationalrat vorzulegen, den der Bundespräsident binnen acht Tagen einzuberufen hat. Binnen vier Wochen nach der Vorlage hat der Nationalrat entweder
- an Stelle der Verordnung ein entsprechendes Bundesgesetz zu beschließen oder
- durch Beschluss das Verlangen zu stellen, dass die Verordnung von der Bundesregierung sofort außer Kraft gesetzt wird.

Im letzterwähnten Fall muss die Bundesregierung diesem Verlangen sofort
entsprechen.

### Verfassungsrechtliche Grenzen des Notverordnungsrechtes
Auf obige Weise zustande gekommene Verordnungen dürfen nicht enthalten:
- eine Abänderung bundesverfassungsgesetzlicher Bestimmungen
- eine dauernde finanzielle Belastung des Bundes, der Länder oder Gemeinden
- finanzielle Verpflichtungen der Staatsbürger
- eine Veräußerung von Staatsgut
- Maßnahmen betreffend Arbeitsrecht, Sozial- und Vertragsversicherungswesen, Kammern für Arbeiter und Angestellte, Koalitionsrecht

## Landesebene

### Notverordnungsrecht der Landesregierung
Wenn die sofortige Erlassung von Maßnahmen, die verfassungsgemäß einer Beschlussfassung des Landtages bedürfen, zur Abwehr eines nicht wieder gutzumachenden Schadens für die Allgemeinheit zu einer Zeit notwendig wird, in der der Landtag nicht rechtzeitig zusammentreten kann, kann die Landesregierung im Einvernehmen mit dem Ausschuss des Landtages diese Maßnahmen durch vorläufige gesetzändernde Verordnungen treffen. Sie sind von der Landesregierung unverzüglich der Bundesregierung zur Kenntnis zu bringen. Sobald das Hindernis für das Zusammentreten des Landtages weggefallen ist, ist dieser einzuberufen. Landesverfassungsgesetzliche Bestimmungen können durch solche Verordnungen nicht abgeändert werden.

### Unmittelbare Bundesverwaltung durch den Landeshauptmann
Wenn in einem Bundesland in Angelegenheiten der unmittelbaren Bundesverwaltung die sofortige Erlassung von Maßnahmen zur Abwehr nicht wieder gutzumachenden Schadens für die Allgemeinheit zu einer Zeit notwendig wird, zu der die obersten Organe der Verwaltung des Bundes wegen höherer Gewalt dazu nicht in der Lage sind, hat der Landeshauptmann an deren Stelle die Maßnahmen zu treffen.